# Ríos de color púrpura 2
Ríos de color púrpura 2, (en francés: Les Rivières pourpres II - Les anges de l'apocalypse),  es una película francesa dirigida por Olivier Dahan en el año 2004. Continuación de la película Los ríos de color púrpura.

## Sinopsis
El comisario Nieman, el inspector Kerkerian y una especialista en sectas investigan una serie de asesinatos rituales que conmueven a Francia y Alemania, donde fueron cometidos.

## Reparto
Participaron del filme los siguientes intérpretes:
- Jean Reno ... Pierre Niemans:
- Vincent Cassel ...Max Kerkerian:
- Benoît Magimel...	Reda
- Christopher Lee...	Heinrich von Garten
- Camille Natta...	Marie
- Johnny Hallyday...El ermitaño tuerto
- Gabrielle Lazure	...	Esposa de Philippe
- Augustin Legrand	...	Jesús
- Serge Riaboukine	...	El padre Vincent
- André Penvern	...	El padre Dominique
- Francis Renaud...	Policía Reda #1
- David Saracino...	Policía Reda #2
- Michaël Abiteboul	...	Policía #1
- Eriq Ebouaney...	Policía #2
- Jo Prestia...	Emilio
- Cyril Raffaelli...El fraile atacante
- Mylène Jampanoï...	Pénélope
- Eric Chevallier...	Mathieu
- Nikita Lespinasse...	La enfermera Mathilde
- Victor Garrivier...	El anciano jardinero
- Olivier Brocheriou...	Barthélémy
- Wilfred Benaïche	...	El sacerdote apóstol
- Ludovic Schoendoerffer...	Presente en la escena del crimen
- Idit Cebula...Madre de Kevin
- Marc Henry...	El monje nuevo
- Thierry Liagre...	Barman
- Gilles Treton...El policía de facción
- Frédéric Maranber	...	El jefe de los cantores
- Nicolas Simon	...	Policía #3
- Fosco Perinti	...	Hombre de traje
- Frédéric Merlo...	Médico
- Thierry Der'ven...El comandante
- Christophe Lavalle...	Obrero en la Línea Maginot
- Enrico Di Giovanni...	El italiano
- Jean-François Gallotte...	El gerente del supermercado

## Comentarios
Jesús Palacios en su crítica en el sitio fotogramas.es dijo:

”… Ríos de color púrpura 2 me resulta irresistiblemente más divertida que la uno, excesivamente digna y seriosa…Lo mejor de su secuela es que los elementos tebeísticos, folletinescos y absurdos se apoderan de fondo y forma, y el espíritu de Gaston Leroux, Jean Ray y su Harry Dickson, los tebeos de Tintín, Ric Hochet y Bob Morane, campa por sus respetos sin más, construyendo un thriller euro, pura bande dessinée descocada, escrito por ese genio de la exploitation a la francesa que es Luc Besson…. aventura delirante, en la que el incansable Christopher Lee vuelve a ser el Mal, para que no quede un solo cabo suelto: eurotrash en estado puro. Para los amantes de la aventura a la francesa. Lo mejor: su delirio. Lo peor: el final demasiado Indiana Jones.

La crítica del sitio web cinencanto.com opinó:

"...es una muy inferior secuela, que explota el éxito de la primera cinta para hacernos tragar una absurda historia.... Sólo la puedo recomendar para completistas y para obsesivos del género de asesinos seriales. Pero, como una mejor opción, obviamente recomiendo ver de nuevo la original y deleitarse con su perfecto ritmo y sus fascinantes locaciones.